# S/2003 J 15
S/2003 J 15（Philophrosyne）は、木星の第58衛星である。

## 性質
S/2003 J 15 の見かけの等級は23.5であり、アルベドを0.04と仮定した場合、S/2003 J 15 の直径はおよそ 2 km と推定される。また、密度を 2.6 g/cm3 と仮定した場合、質量はおよそ 1.5 ×1013 kg と推定される。S/2003 J 15 の軌道傾斜角はアナンケ群とパシファエ群のものに近く、軌道長半径は両者の中間程度にある。そのためアナンケ群の最も外側のメンバーとする記述もあるが、発見者のシェパードはパシファエ群に分類している。

## 発見と名称
2003年2月6日から4月3日にかけての観測で、スコット・S・シェパード (Scott S. Sheppard) が率いるハワイ大学の天文学者チームによって発見され、S/2003 J 15 という仮符号が与えられた。観測にはカナダ・フランス・ハワイ望遠鏡とハワイ大学の望遠鏡が用いられ、2003年4月3日の小惑星センターのサーキュラーで発見が報告された。
S/2003 J 15 は2003年の発見報告以来しばらくの間観測報告が無く、見失われた状態にあった。しかし2017年になって、すばる望遠鏡、マゼラン望遠鏡、セロ・トロロ汎米天文台の望遠鏡を用いた観測でシェパードらによって再発見され、同年6月9日に Jupiter LVIII という確定番号が与えられた。
2019年2月にS/2003 J 15を含む5つの衛星の名称を一般公募すると発表され、選考の結果、同年8月にPhilophrosyneという名称がS/2003 J 15の固有名として国際天文学連合に承認された。Philophrosyneという名称はゼウスの孫娘で、ヘーパイストスとアグライアーの娘である精霊Philophrosyneに因んでいる。